# Weldford
Weldford es una parroquia canadiense situada en la provincia de Nuevo Brunswick.

## Superficie
Weldford tiene una superficie de 607,56 km².

## Demografía
En 2021, tenía 1335 habitantes, una densidad poblacional de 2,2 hab./km², y 720 viviendas.